# 합성섬유

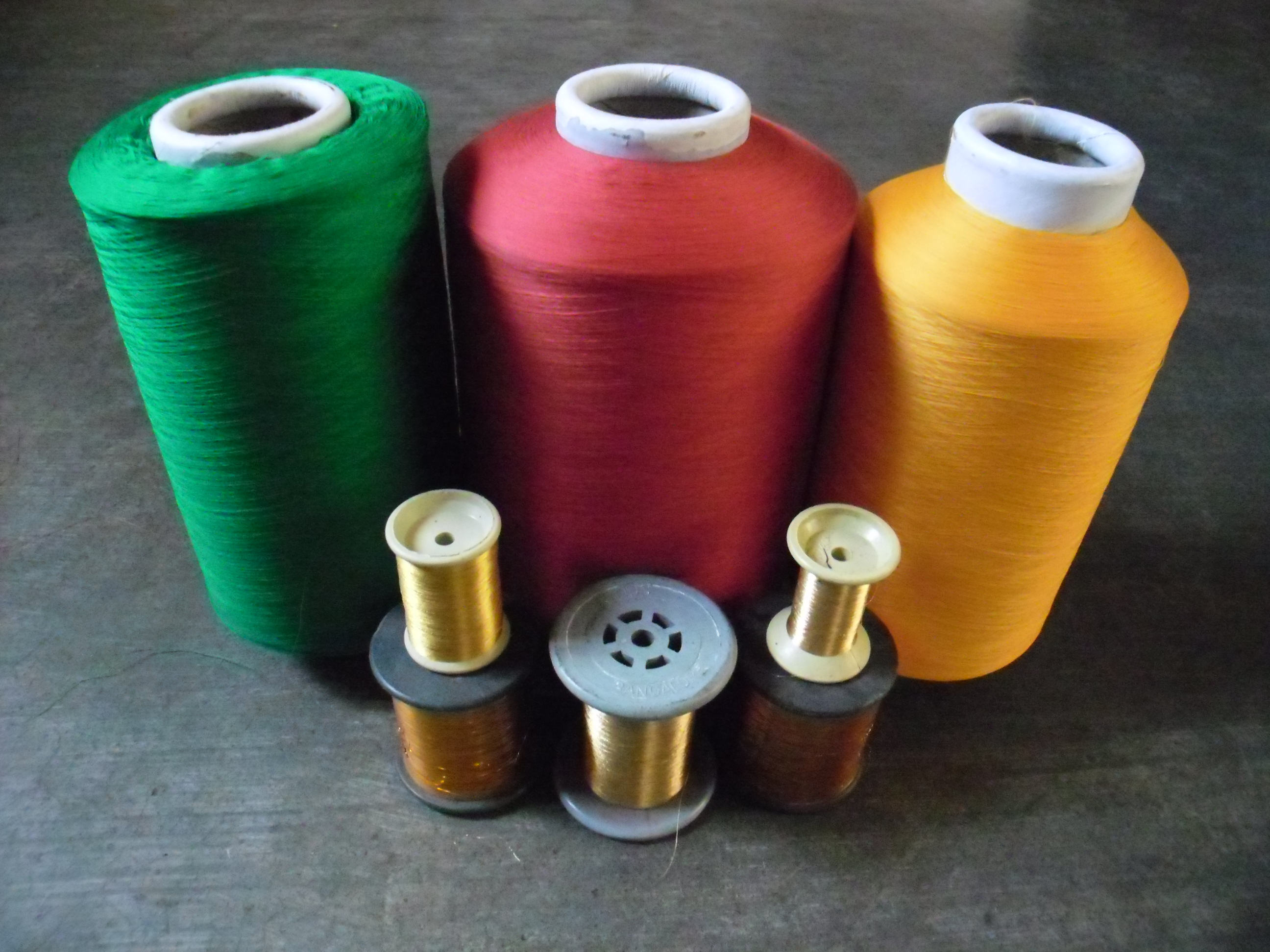

합성섬유(合成纖維, 영어: synthetic fiber) 또는 인조섬유(人造纖維)는 석유, 석탄, 천연가스 등의 원료를 화학적으로 합성한 섬유다. 자연적으로 발생하는 동물과 식물 섬유를 개선하기 위한 과학자들의 연구의 결과물이기도 하다.
재생섬유이든 반합성섬유이든, 원료 셀룰로스나 단백질은 이미 길다란 쇄상고분자(鎖狀高分子)이며, 그 형태를 바꾸거나 필요에 따라 분자를 가공하여 섬유 모양으로 만든 것이다. 이와는 달리 조그만 분자를 처음부터 서로 연결시켜 커다란 고분자로 만들고 섬유가 되게 한 것이 합성섬유이다. 이처럼 진정한 의미로서의 합성섬유는 나일론 합성에서부터 시작되어, 그 후 비닐론 등과 같은 합성섬유가 잇달아 탄생되었다.
플라스틱으로 쓰이는 쇄상고분자는 상온 부근에서는 고체나 액체라고도 할 수 없는 이른바 유리상(glass 狀)으로서, 온도를 올리면 점점 유동화(流動化)하여 변형시킬 수 있는 성질이 요구된다. 섬유가 될 자격으로서 쇄상고분자에 요구되는 점은 용융·용해되고, 좁은 구멍으로 밀어내 가는 실의 형태로 가공하기 쉬워야 한다. 또한 만들어진 가는 실은 잡아당겼을 때에 늘어나지 않아야 한다는 점이다. 거기에 흡습성·착색성이 좋을 것 등도 요구된다. 특히 잡아당겼을 때에 알맞은 탄력과 항장력(抗張力) 및 결정성(結晶性)이 좋아야 한다. 플라스틱으로 쓰이는 폴리펩티드·폴리염화비닐 화합물 중에서도 특히 결정성이 좋은 것이 섬유로서 쓰인다. 즉 용해해서 가는 구멍으로부터 가는 실로 밀어내어져 응고할 때, 쇄상고분자가 적절하게 배열됨으로써 분자 사이에서 결정을 만들게 됨에 따라 항장력을 갖게 되는 것이 섬유로서 쓰인다. 이것은 이미 폴리에틸렌의 항에서 결정성 폴리에틸렌은 섬유로 만들어지지만 비결정성(非結晶性) 폴리에틸렌은 필름으로 쓰인다고 말한 그대로이다. 나일론이든 테트론이든 그 종류에 따라 플라스틱으로 쓰이냐 섬유로서 쓰이냐는 이들 분자구조와 분자의 결정성을 만들기 쉬운 정도에 따라서 결정되는 것이다. 이것은 천연의 셀룰로스에서도 미셀(micelle)이라고 하는 결정을 만들고 있는 것과 같다. 그러나 섬유의 전체가 한결같이 이와 같은 결정구조를 가졌다고 가정하면 섬유는 너무 굳어서 구부러질 수가 없으며 뻣뻣한 것이 될 것이다. 실제로 사용되고 있는 섬유는 이 같은 결정구조를 가진 부분과 그것이 여러 가닥으로 풀린 유연한 부분이 알맞은 비율로 존재하고 있다. 즉 결정구조에 따라 어느 정도의 섬유로서의 강도를 부여하고 있으며, 유연한 부분이 있음으로써 부드러운 성질이라든가 흡수성·구부러지기 쉬운 성질 등을 갖고 있다.
합성섬유는 미생물, 햇빛, 물과 같은 자연적인 분해 요소에 의해 잘 분해되지 않는다. 우선 미생물은 자연계에 존재하는 셀룰로오스, 단백질, 지방과 같은 물질을 분해하는 데 특화된 효소를 가지고 있다. 하지만 합성섬유는 자연에 없는 인공적인 구조를 가지고 있어, 미생물이 이를 인식하지 못하며 분해할 수 없다.햇빛, 특히 자외선은 분자의 결합을 끊을 수 있지만, 합성섬유에 존재하는 탄소-탄소 결합이나 에스터 결합은 매우 안정해서 쉽게 끊어지지 않는다. 또한 합성섬유에는 자외선 차단제와 같은 첨가제가 포함되어 있어 햇빛에 더욱 강하게 견딘다. 이로 인해 햇빛에 오랜 시간 노출되어도 구조가 거의 변하지 않는다.합성섬유는 물에도 잘 분해되지 않는다. 물과 쉽게 반응하고 젖기 쉬운 성질은 수산기라는 화학구조에서 비롯되는데, 합성섬유에는 이러한 수산기가 거의 없다. 대신 탄소와 수소만으로 이루어진 소수성 구조를 가지고 있어 물을 흡수하지 않고, 물과 반응도 하지 않는다. 반면, 천연 섬유인 면은 수산기를 많이 포함하고 있어 물을 흡수하고 시간이 지나면 썩거나 곰팡이가 생긴다.이처럼 합성섬유는 구조적으로 매우 안정적이고, 자연계의 분해 요인에도 잘 견디기 때문에 환경에 오래 잔존하며 오염을 일으킨다. 세탁 과정에서 미세한 섬유 조각이 떨어져 나가 미세플라스틱 형태로 하천이나 바다로 흘러들어가 생태계에 문제를 일으키며, 매립되거나 소각될 때도 토양과 대기 오염을 유발할 수 있다. 이러한 문제로 인해 합성섬유의 사용과 폐기 방식에 대한 재검토와 대안 마련이 필요하다.

## 종류

### 그 밖의 나일론
디카르본산과 디아민을 여러 모양으로 조합하면 여러 종류의 폴리아미드분자가 된다. 이와 같이 만들어진 것 중에는 나일론6.6 외에도 유용한 것이 많다. 그와 같은 
염화비닐에 다시 염소 1개가 붙은 것을 염화비닐리덴이라고 하는데, 이것과 염화비닐을 공중합시킴으로써 고분자를 얻게 된다. 이를 방사(紡絲)한 것이 사란(saran)이다. 산이나 알칼리에 쉽게 침식되지 않고, 마찰에도 강한 성질이 있기 때문에 시트용(sheet) 천이나 방충망 같은 것을 만드는 데 많이 사용된다.

### 그 밖의 합성섬유
폴리에틸렌이나 폴리프로필렌 중에서 알맞은 결정성을 가지고 있는 것은 섬유로 만들 수 있다. 그러나 반응잔기(反應殘基)가 전혀 없기 때문에 염색성이 나쁘고, 옷감용으로서는 쓰여지지 않으며, 공업용과 어망 등을 만드는 데 많이 쓰인다.

## 역사
1970년 인조섬유의 성장률은 모든 유럽제국이 계획보다 떨어지는 수준을 보였다. 직물섬유사와 같은 잠정적으로 주요성을 띤 분야에 영향을 미치는 과잉생산이 있었다. 영국에서는 모직나일론사의 대다수 표준품의 과잉생산으로 문제가 있었다. 그러나 그러한 요소들은 산업의 전분야에 걸쳐 있었던 계속적이고도 과감한 기술의 적용으로 해소될 문제는 아니었다. 장기계획가들은 1970년대의 중엽에는 폴리에스터 섬유의 세계총생산은 폴리아마이드 섬유 생산을 능가하리라 예측하였으나, 이것은 잘못된 예견인 것 같다. 왜냐하면 여러 가지의 발전된 폴리아마이드 개혁이 상업적으로 이용되어 왔기 때문이다. 예를 들면 최초의 형태에서는 획득할 수 없었던 흡수성으로 인하여 재사용할 수 있는 나일론이 새로운 단계에서 연구되었다. 듀퐁사에 의해 생사와 직접 경쟁하기 위해 개발된 퀴이나는 전통적으로 최고급품의 유행섬유물질로서 몇몇 나라에서 상품화되었다. 퀴이나가 아직도 꽤 중요시되는 것은 최초로 몬산토 회사에 의해 개발되었고, 후에 영국에서 생산된 새로운 나일론이며, 이것이 현재까지 유일하게 보통 나일론보다 비교적 값비싼 고급품이기 때문이다. 절단이나 휘비레이션에 의해 생산된 필름 기반의 실은 황마 대신으로 여러 나라에서 상당한 기반을 굳혔으며, 또한 많은 연구가 의복용 직물에 방사를 사용하는 개발사업에 집중되었다. 화염에 강하고 고온에 견디어 내는 섬유물질이 더욱 광범위하게 사용되었으나, 가발의 급작스런 수요증가로 인한 모다크릴릭스의 세계적 부족현상은 이의 산업이용을 지연시켰다. 인조섬유 폴리아마이드, 폴리에스터 그리고 아크릴의 주요 세 가지 품목의 잠재적인 성장은 상당한 것으로 보인다. 새로운 섬유의 소개보다는 이들 섬유의 개발, 향상에 더욱 역점을 두고 있는 경향을 보였으며, 건조한 것 및 습한 비스코스 섬유의 개발에 밝은 전망이 있었다.

## 참조
- 이 문서에는 다음커뮤니케이션(현 카카오)에서 GFDL 또는 CC-SA 라이선스로 배포한 글로벌 세계대백과사전의 내용을 기초로 작성된 글이 포함되어 있습니다.

## 같이 보기
- 섬유
- 천연섬유
- 스팬덱스
- 고어텍스